# Цукалас, Николас
Нико́лас (Нико́лаос) Джордж Цукала́с (греч. Νικόλαος Γ. Τσουκαλάς, англ. Nicholas George Tsoucalas; 24 августа 1926, Нью-Йорк, Нью-Йорк, США — 22 марта 2018, Вестон, Массачусетс, США) — американский адвокат, судья (1986—1996) и старший судья Федерального суда по вопросам международной торговли (1996—2018). Член Американо-греческого прогрессивного просветительского союза. Активный деятель греческой общины США. Ветеран Второй мировой и Корейской войн. Лауреат Почётной медали острова Эллис (1998).

## Биография
Родился в семье греков Джорджа М. Цукаласа и Марии Моногенис. Был одним из пятерых детей.
Окончил государственные начальную и среднюю школы. Будучи ещё школьником, работал в ресторане «Le Petit Paris» на Манхэттене, которым на протяжении сорока лет управлял его отец.
В 1944—1946 годах служил в Военно-морских силах США. Был радистом на быстроходных и транспортных судах в Европейском театре военных действий Второй мировой войны, а также в Карибском море и Северной Атлантике.
В 1949 году окончил Кентский государственный университет со степенью бакалавра делового администрирования.
В 1951 году получил степень бакалавра права в Нью-Йоркской юридической школе.
В 1951—1952 годах, будучи призванным из запаса, в период Корейской войны вновь служил в ВМС на борту авианосца «USS Wasp».
В 1953—1955 годах занимался частной адвокатской практикой в городе Нью-Йорк. Специализировался на иммиграционных вопросах и морских делах. В этот период посещал курсы миграционного права в Школе права Нью-Йоркского университета.
В 1955—1959 годах — помощник федерального прокурора Южного округа Нью-Йорка.
В 1960 году — супервайзер в 17-м и 18-м избирательных округах Нью-Йорка в период переписи населения США.
В 1959—1968 годах вновь занимался частной практикой в Нью-Йорке.
В 1968—1975 и 1982—1986 годах — судья Уголовного суда города Нью-Йорк.
В 1975—1982 годах — исполняющий обязанности судьи Верховного суда округов Кингс и Куинс.
В 1986—1996 годах — судья Федерального суда по вопросам международной торговли.
В 1996—2018 годах — старший судья Федерального суда по вопросам международной торговли.
Являлся членом Ордена святого апостола Андрея. С марта 1987 года носил оффикий (титул) архонта хартулария Константинопольского патриархата. Также являлся членом Американо-греческого прогрессивного просветительского союза, бывшим президентом его 25-го отделения.
Умер 22 марта 2018 года в возрасте 91 года.

## Личная жизнь
В 1954 году женился на Кэтрин Аравантинос. Свадьба проходила в Троицком соборе в городе Нью-Йорк. С 1964 года проживали в округе Куинс. Пара имела двух дочерей: Стефани Турриаго, школьный учитель в Нью-Йорке, и Джорджия Аргиропле, адвокат в Американском онкологическом обществе. Также имели пятерых внуков: Виктория, Николас, Кэтрин, Вивиан и Кристина.